# Jacques Verberckt

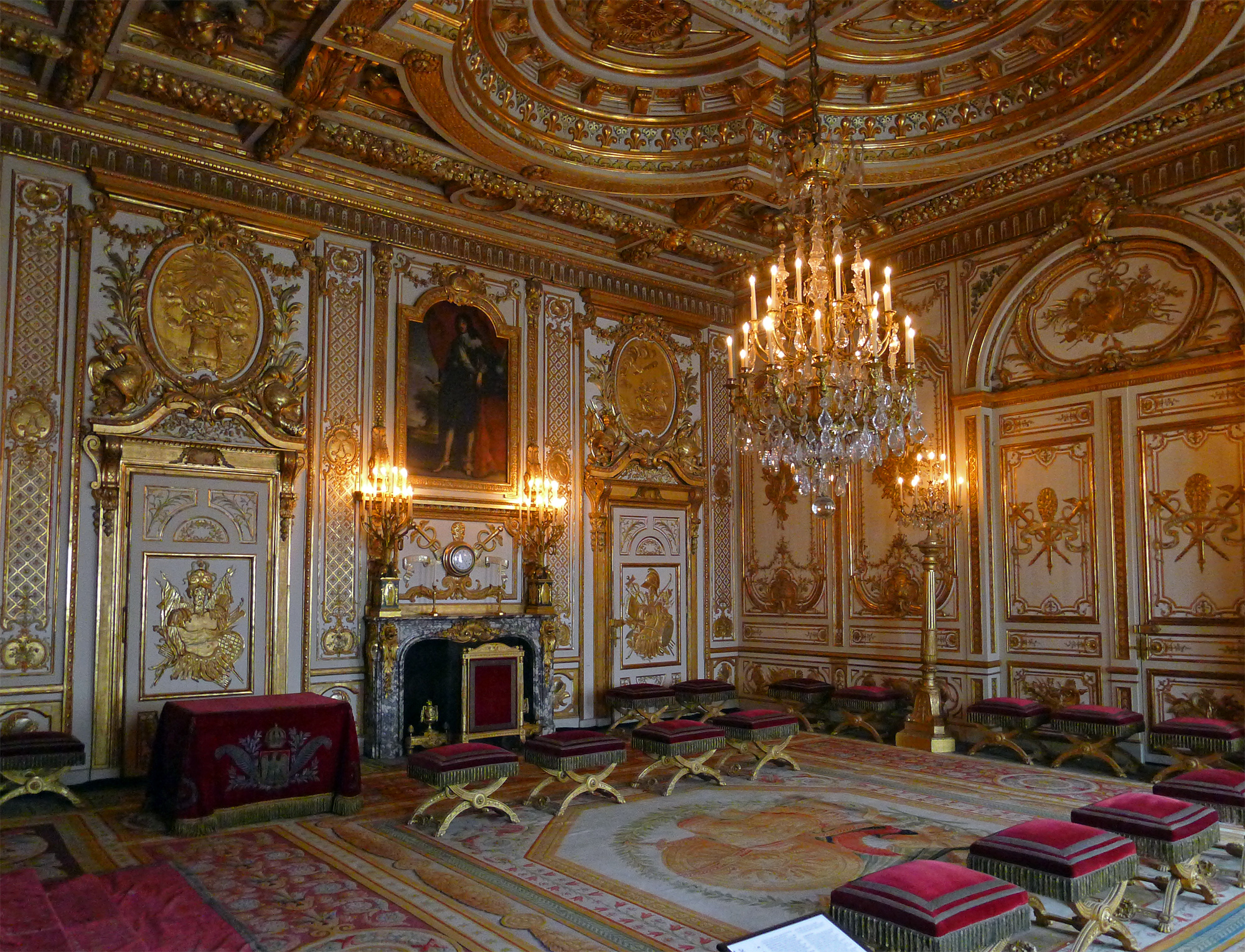
Wandbetimmering in de troonzaal van Fontainebleau

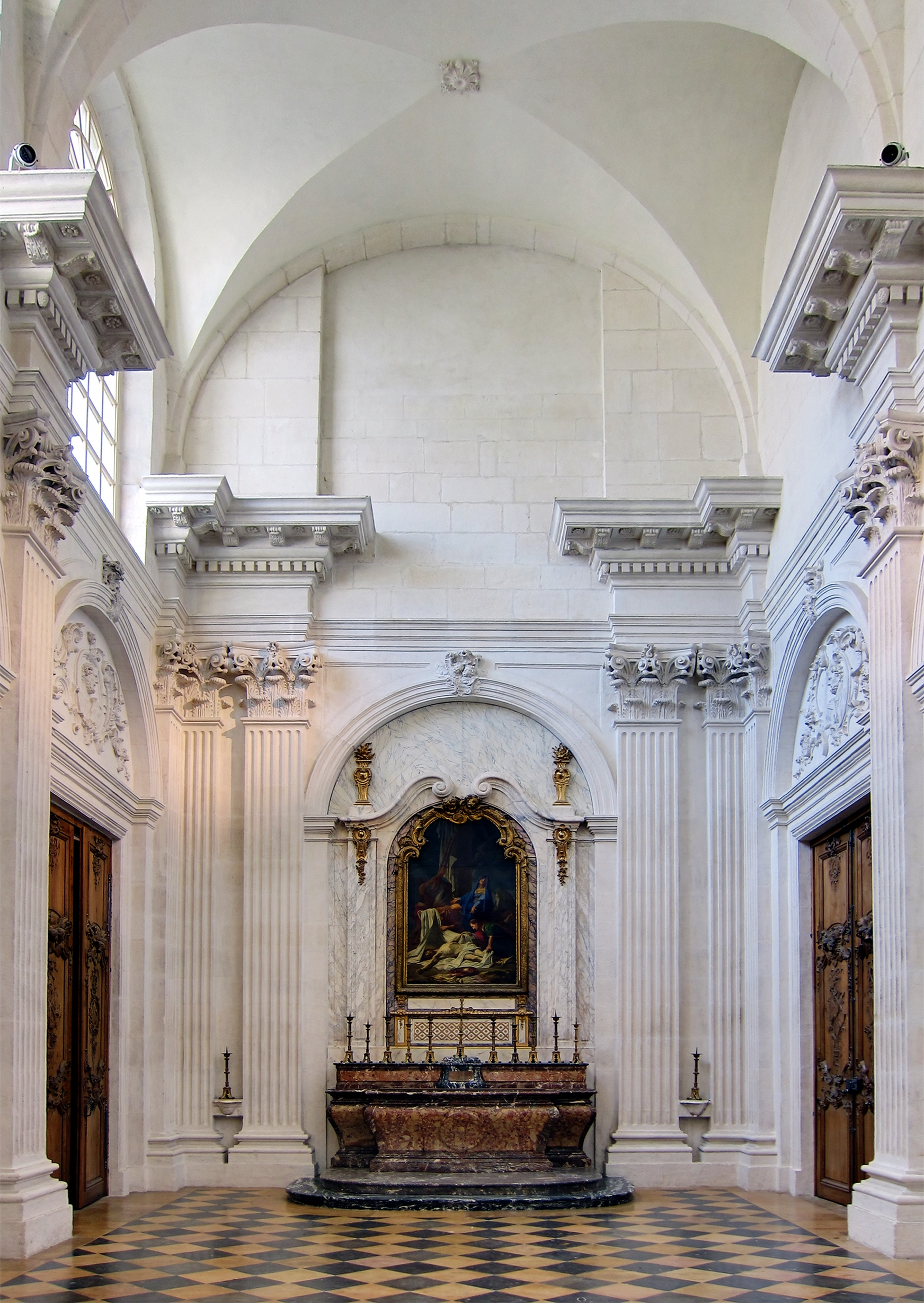
Stucwerk in de Salle de élus van het hertogelijk paleis in Dijon (1735-1738)

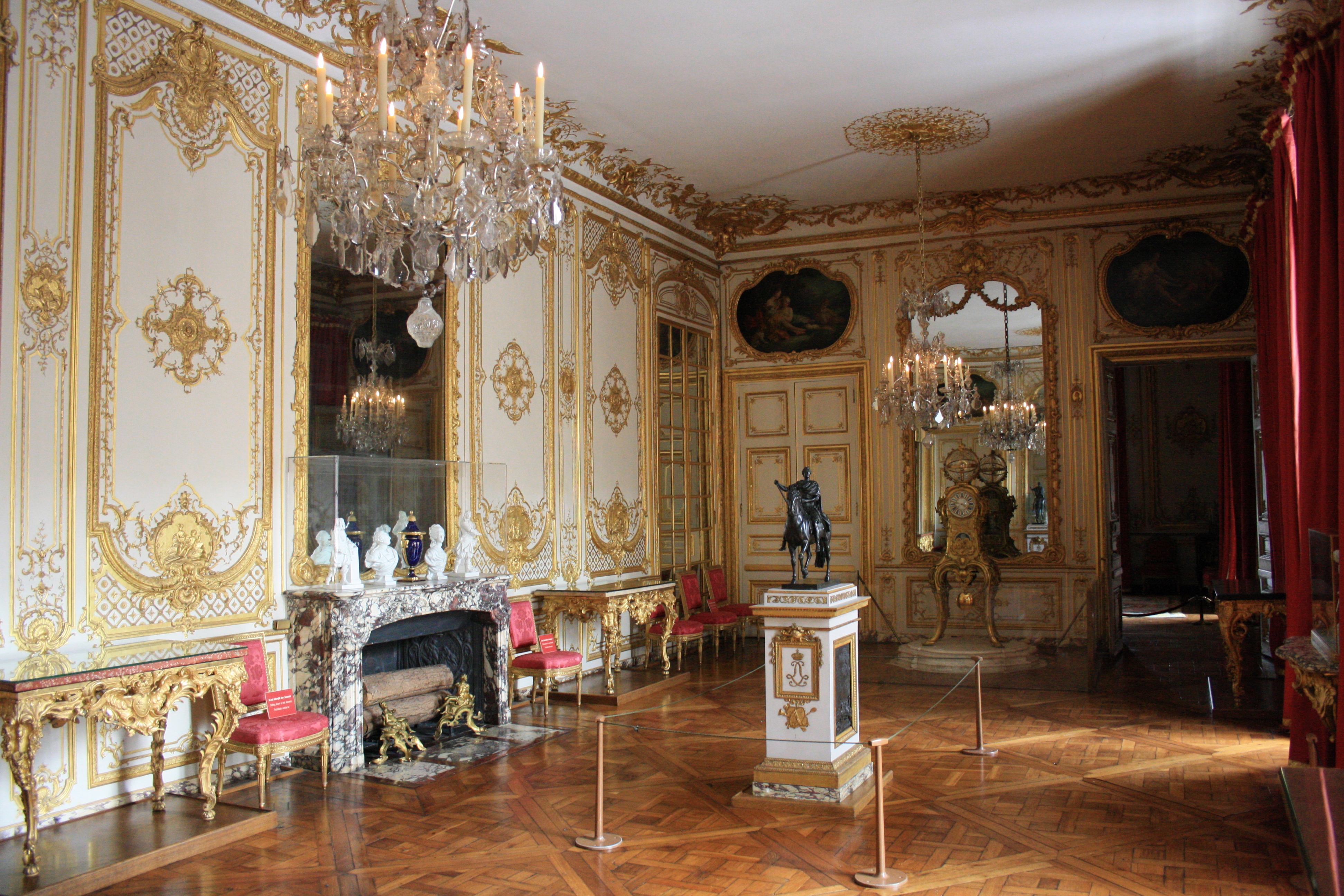
Pendulekabinet in het Paleis van Versailles (1738-1739)

Jacques Verberckt of Jacob Verbrecht (Antwerpen, 24 februari 1704 – Parijs, 9 december 1771) was een Franse sierkunstenaar van Zuid-Nederlandse afkomst. Hij was voornamelijk houtsnijder-meubelmaker, maar werkte ook in stuc, marmer en terracotta. Meer dan vier decennia lang was hij in dienst van het Franse hof. Onder koning Lodewijk XV speelde hij een leidende rol in de verspreiding van de Louis Quinze-stijl (style rocaille).

## Familie
Verberckt kwam uit een artistiek milieu in Antwerpen. Zijn moeder Clara Catherina van der Voort was de zus van Michiel van der Voort. Zijn vader Jan Baptist Verbrecht was een Brabants ambtenaar, wiens broer Michiel een goudsmederij uitbaatte.
In 1728 of op 10 juni 1729 trouwde Verberckt in Parijs met Marie Delattre, met wie hij drie kinderen kreeg: 
- Jules (geboren 14 december 1729)
- Cathérine (geboren 31 juli 1731), getrouwd met Jean-Louis Poillevert
- Nicolas Étienne (1732-1763)

Na de dood van zijn vrouw in het kraambed hertrouwde hij op 8 februari 1735 met Marie-Madeleine Sophie Le Goupil († 4 december 1750), dochter van de beeldhouwer André Le Goupil. Met haar kreeg hij zes kinderen: 
- Jean-Baptiste (1738-1741)
- Germaine Madeleine (geboren 18 december 1738), getrouwd met Jean Severin
- Placide (geboren 5 oktober 1749)
- Marie Monique (geboren 2 oktober 1742), getrouwd met Pierre-Bartelémy Labrou
- Henriette Cathérine, getrouwd met Jean-Joseph Le Roy
- Marie Thérèse Sophie (geboren 7 oktober 1747)

## Leven
Jacques werd opgeleid in beeldhouwen door zijn oom Michiel van der Voort en werkte met hem aan de Onze-Lieve-Vrouwekathedraal van Antwerpen. Rond 1716 ging hij naar Parijs. Onder de minder gedocumenteerde vroege opdrachten is deze die hij uitvoerde voor het Hôtel de La Roche-sur-Yon. In september 1727 werd hij vennoot, naast Jules Dugoullons en André Le Goupil, in de Société pour les Bâtiments du Roi, een beeldhouwersbedrijf dat voornamelijk opdrachten uitvoerde voor het Franse koningshuis en de hoge adel. Ook vanaf dat jaar werkte hij onder leiding van architect Robert de Cotte voor de Bâtiments du Roi, een instelling die verantwoordelijk was voor de bouw en het onderhoud van de koninklijke paleizen en gebouwen. Verberckt versterkte zijn band met Dugoullons door diens familielid Marie Delattre te huwen.
Vanaf 1730 werkte Verberckt lange tijd in het Paleis van Versailles. Eind 1732, begin 1733 verkreeg hij de Franse nationaliteit door naturalisatie, alsook de titel sculpteur ordinaire des Bâtiments du Roi. In 1733 werd hij erkend (agrée) door de Académie royale de peinture et de sculpture, maar hij vond nooit de tijd om de meesterproef te leveren die nodig was voor volwaardig lidmaatschap (académicien). Het belette niet dat hij in 1737 en 1739 deelnam aan de Parijse salon.
Toen Le Goupil in 1734 het bedrijf verliet, droeg hij zijn aandelen over aan Verberckt. Korte tijd later overleed Robert de Cotte, maar ook bij zijn opvolger Jacques V. Gabriel stond Verberckt hoog aangeschreven. Voor diens neoklassieke Hôtel des Douanes in Bordeaux maakte hij de twee frontons met Mercurius en Minerva, evenals de muurfontein op het binnenplein. Hij werkte ook voor Gabriels opvolger Ange-Jacques Gabriel en creëerde interieurinrichtingen op basis van diens schetsen. Hij maakte geen eigen ontwerpen, maar interpreteerde de concepten met grote vrijheid en zelfstandig. Na de dood van zijn vennoten Le Goupil († 1737) en Dugoullons († 1738) werd Verberckt de belangrijkste en meest gevraagde sierbeeldhouwer van de Bâtiments du Roi. Ook bij aristocratische opdrachtgevers was hij zeer geliefd. Hij werkte voor de markies van Soyécourt, de markies van Castries en de prins van Soubise. 
Vanaf ongeveer 1760 verloor hij geleidelijk zijn leidende rol in de Bâtiments du Roi aan Jules-Antoine Rousseau. Hij stierf in 1771 in zijn Parijse woning aan de rue du Chemin-du-Rempart. Twee dagen later werd hij begraven op het Cimetière de la Madeleine.

## Werk
Verberckt was primair verantwoordelijk voor de interieurinrichting van de vele Franse koninklijke residenties. Behalve in het Paleis van Versailles was hij onder meer werkzaam in het Louvre, het Tuilerieënpaleis, het Palais du Luxembourg, het Kasteel van Compiègne en het Kasteel van Rambouillet. Hij vervaardigde in de eerste plaats de houten muurbekleding (boiseries) en lambrisering, maar ook haardschouwen en bijzondere lijsten voor schilderijen en spiegels. Zijn handelsmerk waren wandpanelen waarvan de fijn gesneden motieven perfect op elkaar aansloten. Een typisch element van zijn symmetrisch opgebouwde wandbetimmeringen was een centraal schelpmotief, omgeven door speelse slingers, parelsnoeren, fleurons, bloemenslingers, palmetten en eierlijsten. Zijn voorkeursmateriaal was eikenhout, dat ofwel natuurlijk werd gelaten, ofwel wit werd geschilderd met vergulde ornamenten. 

## Realisaties
Op sommige plekken is Verberckt langdurig werkzaam geweest:
- Paleis van Versailles, bijna continu tussen 1730 en 1767
- Kasteel van Rambouillet, tussen 1730 en 1736
- Paleis van Fontainebleau, tussen 1736 en 1752
- Kasteel van Choisy, tussen 1755 en 1765

Behoorlijk wat van zijn werk heeft de tand des tijds niet overleefd. Onder zijn voornaamste realisaties kunnen worden vermeld:
- 1730: herinrichting van de slaapkamer van de koningin in Versailles (met Jules Dugoullons)
- 1734: twee gesculpteerde deuren tussen de paleiskapel van Versailles en de hal van Hercules (met François-Antoine Vassé)
- 1735-1738: frontons en fontein van het Hôtel de Douanes in Bordeaux
- 1736: appartement van de Dauphin en Kleine Galerij van Versailles (met Dugoullons)
- 1736: wandbetimmering voor de apotheek van het Hôtel des Invalides
- Vanaf 1738: inrichting van het Petit appartement en het Cabinet de la pendule in de appartementen van de koning en de koningin te Versailles.
- 1743-1747: Salle des élus in het hertogelijk paleis van Dijon
- Kasteel La Muette
- 1749-1750: kasteel Bellevue in Meudon
- 1752: betimmering van de koningskamer in het Kasteel van Fontainebleau
- 1754-1755: Hôtel d'Évreux voor Madame de Pompadour
- 1757: jachtslot Saint-Hubert in Le Perray-en-Yvelines
- 1761: Hôtel de Castries in Parijs
- 1767: muziekkabinet voor het appartement van Madame Adélaïde